# Elecciones presidenciales de Kirguistán de 2005
La elecciones presidenciales de Kirguistán para el periodo 2005-2009 se llevaron a cabo el 10 de junio de 2005. Fueron las primeras elecciones posteriores a la Revolución de los Tulipanes, que derrocó al gobierno autoritario de Askar Akayev. El Presidente interino posterior a la revolución, Kurmanbek Bakíev, ganó con el 89% de los votos. Bakíev asumió el cargo el 14 de agosto, en Biskek.

## Antecedentes
En marzo de 2005, una rebelión popular, en la forma de disturbios y protestas multitudinarias, derrocó a Askar Akayev, que gobernaba desde la independencia del país. En los inicios de la revolución, los medios de comunicación se refirieron a los disturbios como la Revolución «rosa», «limón», «de seda», «de los narcisos», o «de papel de lija». Pero fue la «Revolución de los Tulipanes», un término que Akayev usó en un discurso en el que advirtió que ninguna Revolución de colores tendría lugar en Kirguistán, el nombre que se acabó adoptando. Estos términos evocaban semejanzas con la Revolución de las Rosas en Georgia y la Revolución Naranja en Ucrania en el 2004, cuyos nombres se deben a su vez a la Revolución de Terciopelo checoslovaca, todas ellas de carácter no violento.
Givi Targamadze, un antiguo miembro del Liberty Institute y presidente del comité de defensa y seguridad nacional del Parlamento de Georgia, consultó a líderes de la oposición ucraniana sobre técnicas de lucha no violenta y más tarde informó a los líderes de la oposición kirguiza durante la Revolución de los Tulipanes. La Revolución de los Tulipanes, sin embargo, tuvo algunos incidentes violentos, el más notable de los cuales ocurrió en la ciudad del sur Jalal-Abad; además, al menos tres personas murieron durante el saqueo que se extendió por la capital nacional, Biskek, las veinticuatro primeras horas después de la caída del gobierno.
El período posterior a la huida de Akayev del país se vio empañado por un período en el que existieron hasta dos jefes de Estado. Puesto que Akayev no renunció hasta abril, y fue reemplazado por Ishenbai Kadyrbeko, de manera inconstitucional, el Parlamento votó por darle el cargo provisionalmente a Kurmanbek Bakíev, quien había dirigido varias de las protestas, pero lo hizo sin haber destituido a Akayev.